# اویس قرنی
اویس قَرَنی (درگذشته ۳۷ قمری /۶۵۷ میلادی) با عنوان کامل ابو عمرو اُوَیْس بن عَامِرِ بنِ جَزْءِ بنِ مَالِک، مسلمانی ساکن قَرَنْ یمن بود که در زمان محمد می‌زیست و با این که هرگز او را ملاقات نکرد از تابعین به‌شمار می‌آید.

## زندگی
اویس در دوران زندگی محمد مسلمان شد، ولی هرگز او را ملاقات نکرد. نقل می‌کنند وقتی برای دیدار محمد به مدینه آمد، محمد برای جنگ شهر را ترک کرده بود و اویس موفق به دیدار با او نشد. پس از مرگ محمد در سال ۶۳۲ میلادی، اویس با علی بن ابی‌طالب ملاقات کرده و باقی عمرش را صرف تبعیت از او کرد. شرح چگونگی ارتباط نادیده اویس قرنی و محمد و ملاقات او با علی بن ابی‌طالب و عُمَر بن خَطاب که حامل وصیت و تحویل خرقه پیغمبر به اویس قرنی بودند در کتاب تذکرة الاولیا نوشتهٔ عطار نیشابوری و کتاب‌های اهل طریقتِ اویسی درج شده است.
اویس پس از مرگ محمد، قَرَنْ را به مقصد شهر کوفه ترک کرده و در سال ۶۵۷ میلادی در جنگ صفین در حالی که در سپاه علی در برابر معاویه می‌جنگید کشته شد.
اویس در زمان حیات محمد، او را درک کرده و مسلمان شد، اما به خاطر سرپرستی و خدمت به مادرش، از ملاقات با محمد بازماند.

## ادبیات
مسلمان شدن اویس در یمن و ناکامی او در دیدار با محمد یکی از موضوعاتی است که در عرفان و ادبیات فارسی به آن پرداخته شده. رباعی زیر از ابوسعید ابوالخیر یکی از معروف‌ترین نمونه‌ها است که رابطه اویس و محمد را یک رابطهٔ عرفانی معرفی می‌کند:
| گر در یمنی چو با منی پیش منی            |
| گر پیش منی چو بی منی در یمنی            |
| من با تو چنانم ای نگار یمنی             |
| خود در عجبم (غلطم) که من توأم یا تو منی |

سنایی گوید:
| قرن‌ها باید که تا از پشت آدم نطفه‌ای |
| بوالوفای کرد گردد یا شود ویس قرن   |

در تذکرةالاولیای عطار نیشابوری در ذکر شمارهٔ ۲ در مورد اُوَیس قَرَنی آمده است: «آن قبله تابعین، آن قُدوه اربعین، آن آفتاب پنهان، آن نَفسِ رحمان، آن سُهیل یَمَنی، اُویس قَرَنی — رضی الله عنه…»

## آرامگاه
دربارهٔ آرامگاه وی اختلاف نظر وجود دارد؛ برخی تاریخ‌نویسان مانند حمدالله مستوفی مقبرهٔ سلطان ویس را در روستای الولک در قزوین متعلق به او می‌دانند، برخی آرامگاه ویس نازار در کرمانشاه را به وی نسبت می‌دهند و برخی نیز آرامگاهی در شهر رَقّه در سوریه را منتسب به وی می‌دانند.
در مرداد ماه ۱۳۹۲، که هم‌زمان با شب‌های قدر ۱۴۳۴ هجری قمری بود، داعش با حملهٔ خمپاره‌ای و موشکی به حرم منسوب به اویس قرنی و عمار یاسر، بخش‌هایی از این بنا را ویران کرد که منجر به اعتراض گسترده در ایران، واکنش رهبران مذهبی و همچنین تعطیلی حوزه‌های علمیهٔ شیعه شد.
در روز چهارشنبه، ۶ فروردین ۱۳۹۳/ مارس ۲۰۱۴ گروه داعش، مقبره منسوب به اویس قرنی و عمار یاسر در الرقه سوریه را منفجر کرد. در این تخریب، گلدسته‌های حرم و بخش‌هایی از بنا تخریب شد. داعش در پی این اقدام اعلام کرد که این عملیات، مقدمه‌ای برای تخریب کامل این حرم خواهد بود.

### سلطان ویس در قزوین
در ارتفاعات شمالی شهر قزوین بقعه به نام سلطان ویس وجود دارد که حمدالله مستوفی آن را به اویس قرنی نسبت داده است.

### زیارتگاه سلطان اویس قرنی در ازبکستان
قبر دیگری نیز در ازبکستان وجود دارد که به اویس قرنی منسوب شده است. این قبر که زیارتگاه «سلطان اویس قرنی» نامیده می‌شود، در روستای «بالیقلی کول» در شهرستان چارتاق ولایت نمنگان کشور ازبکستان واقع شده است. در طرف جنوبی این زیارتگاه نیز قبر دیگری قرار دارد که «بی‌بی نعیمه آنا» نامیده شده و به مادر اویس قرنی منسوب می‌شود.